# Isoxaben
Isoxaben is een herbicide dat ingezet wordt tegen tweezaadlobbigen. Het wordt toegepast vóór die uitkomen, en het verstoort de vorming van wortels en stengels in de kiemende zaadjes. Het is vooral effectief tegen kruiskruid, kamille, brandnetel, dovenetel, ereprijs, gewone spurrie, postelein, akkerviooltje en duizendknopigen. Het kan gebruikt worden bij uiteenlopende teelten, waaronder graangewassen, onder fruitbomen, of in gazons en grasvelden.
Isoxaben is een benzamide- en oxazoolherbicide en werd ontwikkeld door Eli Lilly & Co. Het werd rond 1984 geïntroduceerd in Frankrijk. De landbouwchemicaliën van Eli Lilly werden later ondergebracht in DowElanco, een joint venture met Dow Chemical; nog later nam Dow ze volledig over. De octrooibescherming is inmiddels voorbij.

## Regelgeving
De aanvraag om isoxaben op te nemen in de lijst van toegelaten gewasbeschermingsmiddelen in de Europese Unie, werd vrijwillig ingetrokken (dit gebeurt vaak bij middelen die geen octrooibescherming meer genieten, en heeft niets te maken met de eventuele schadelijkheid ervan). Erkenningen voor isoxaben moesten uiterlijk op 31 december 2010 ingetrokken zijn, maar lidstaten konden toelaten dat bestaande voorraden nog tot ten laatste 31 december 2011 gebruikt werden. In België zijn in 2009 AZ500 van Dow AgroSciences en Inter Isoxaben van Iticon erkend.

## Toxicologie en veiligheid
Isoxaben is niet acuut toxisch. De stof is irriterend voor ogen en huid. In de bodem en in water is ze stabiel. Halveringstijden in de bodem variëren in laboratoriumproeven van 156 tot 891 dagen; in water hydrolyseert de stof niet.